# Scotch Roman
Scotch Roman ('romana escocesa') es una familia tipográfica surgida a principios del siglo XIX, particularmente en los Estados Unidos y, en menor medida, en el Reino Unido. Estos tipos de letra se inspiraron en un diseño conocido como Pica No. 2 de la fundición de William Miller en Edimburgo, Escocia. Algunos relatos sugieren que el tipo de letra de Miller, el espécimen sobreviviente más antiguo del cual data de 1813, fue cortado por Richard Austin, quien previamente había producido los tipos Bell para la British Letter Foundry.

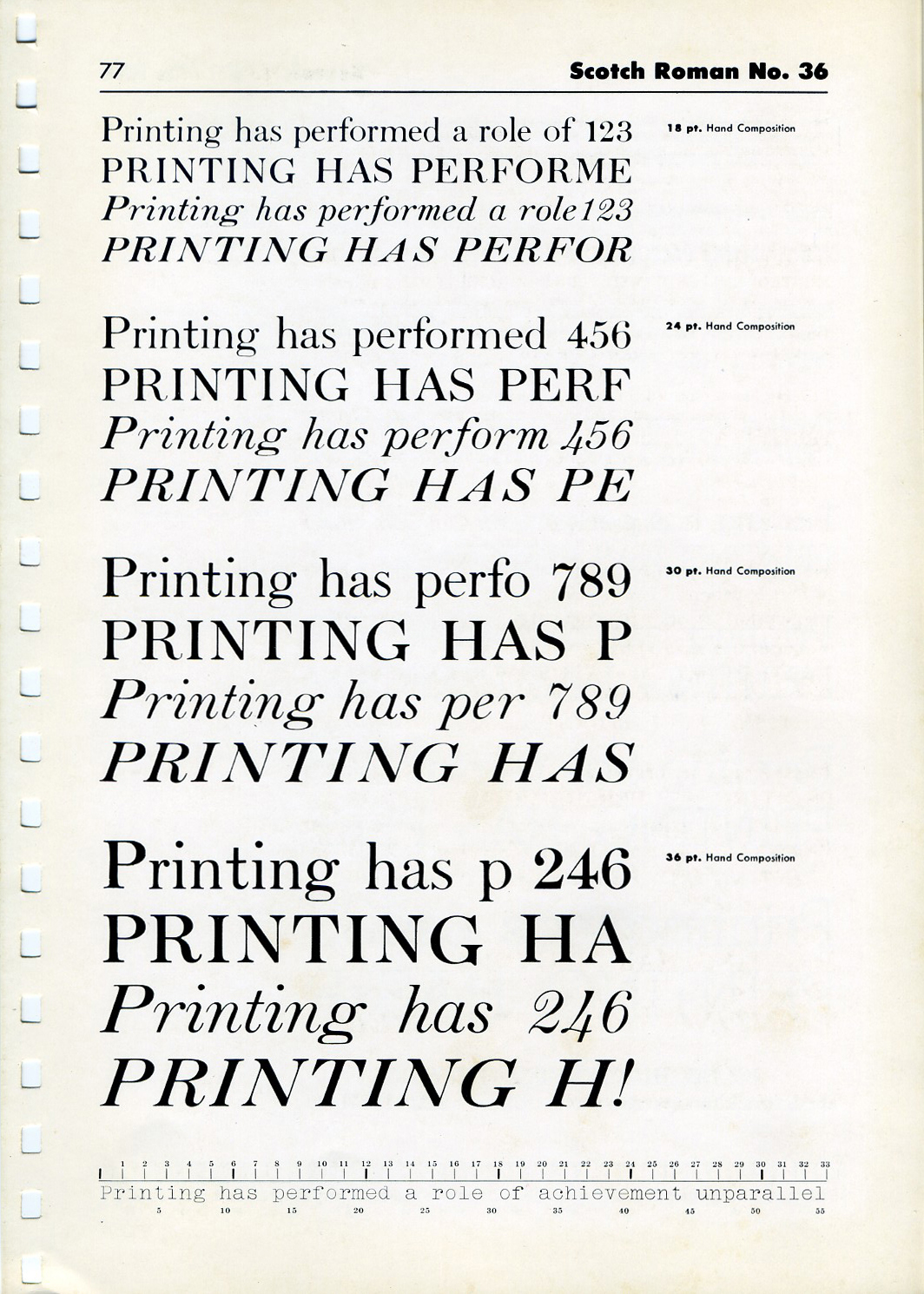
Un espécimen de tipo romano escocés del siglo en tipo de metal.

La denominación «Scotch Roman» aparece por primera vez usada a finales del mismo siglo en los Estados Unidos, y se aplicó a una refundición ligeramente modificada del tipo de Miller por parte de la fundición AD Farmer de Nueva York. Se cree que se deriva de Scotch-face, un término que en inglés fue utilizado originalmente para una tipografía diseñada en 1839 por el fundador tipográfico Samuel Nelson Dickinson de Boston, y emitido para él por Alexander Wilson and Son en Glasgow.
Posteriormente, otras fundiciones tipográficas, incluidas Linotype y Monotype, lanzaron versiones de Scotch Roman a principios del siglo XX. En general, se derivaron del diseño AD Farmer y compartieron con él una serie de modificaciones, como una t minúscula con la parte superior plana.
Las fuentes Scotch Roman se caracterizan por sus serifas y por ser adecuadas tanto para el cuerpo del texto como para los títulos y demás encabezados. De Vinne describió a las Scotch Roman como «una letra pequeña, ordenada y redonda, con largos ascendentes y no notablemente condensada o comprimida». Se pueden clasificar como «didonas» (o «modernas») por sus terminaciones en forma de gota, serifas horizontales, un pronunciado eje vertical y alto contraste de trazo. No obstante, las letras romanas escocesas tienen una serie de diferencias con los estilos de Bodoni y Didot que a menudo se consideran típicas del género moderno: las serifas, aunque son muy anchas y planas, permanecen entre paréntesis, las aberturas suelen ser estrechas y el tamaño de los trazos tiende a estar algo más modulado.
Estos tipos de letra fueron extremadamente influyentes en muchos tipos de letra modernos, incluidos Caledonia, Georgia y Escrow (encargado por el Wall Street Journal). La tipografía Miller, de Matthew Carter, es un renacimiento moderno del género Scotch Roman. Asimismo, la Scotch Modern es un rediseño de una versión estadounidense del diseño de Miller, y según el diseñador Nick Shinn, la Scotch Modern toma su nombre por parecerse a una didona o moderna.